# Charchiraa nuruu
Charchiraa nuruu, Charchiraagijn nuruu (mong.: Хархираа нуруу) – góry położone w północno-zachodniej Mongolii, na zachód od miasta Ulaangom. Najwyższy szczyt (Charchiraa Möst uul) znajduje się w masywie Charchiraa uul i wznosi się na wysokość 4037 m n.p.m. (według innych danych 4116 m n.p.m.). Występuje dużo lodowców górskich i pól firnowych, które zajmują łącznie powierzchnię ok. 800 km². W górach znajdują się bogate złoża węgla kamiennego i brunatnego.